# Oscar Hullgren

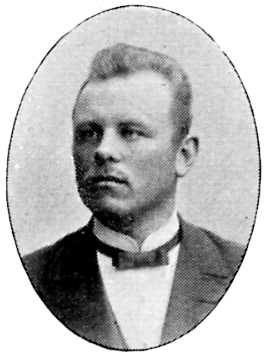
Oscar Hullgren

Carl Oscar Hullgren, född 10 augusti 1869 i Målilla, död 27 april 1948 i Högalids församling, Stockholm, var en svensk   marinmålare, uppvuxen i Pataholm.
Oscar Hullgren uttryckte havet i lugn och storm, med motiv från Lofoten och stränder vid Medelhavet. 
Han utbildade sig vid Kungliga Konsthögskolan i Stockholm och senare för Hubert von Herkomer i Storbritannien. Han vistades senare i medelhavsländerna och på Christiansø vid Bornholm, där han utbildade sig till en framstående havsmålare.
Han erhöll kungliga medaljen vid Konstakademien 1897 och hade en utställning i Göteborgs konsthall 1–17 mars 1935.
Oscar Hullgren är bland annat representerad på Nationalmuseum  (Strand vid Rimini), Göteborgs konstmuseum  (Det gamla tornet), Kalmar konstmuseum, Kalmar läns museum, Norrköpings konstmuseum  och Malmö konstmuseum (Efter solnedgång). Han är gravsatt i Högalids kolumbarium i Stockholm.